# José Dionisio Fuster
José Dionisio Fuster (Buenos Aires, 9 de octubre de 1886- 20 de septiembre de 1928) fue un músico y compositor argentino. Conocido por integrar varias orquestas de tango como flautista.

## Trayectoria
Hijo de Emilio Fuster y Dominga Roy. En sus inicios integra varias orquestas tìpicas entre ellas la de Genaro Expósito. Entre 1904-1907 forma un trío con Ernesto Ponzio (violín) y El Pardo Canaveri (guitarra). En 1912 graba junto a Julio Doutry y José Camarano en la compañía discográfica ERA. En 1914, toca en la Avenida Corrientes en el Café Iglesias, sólo dos meses, junto  a Graciano De Leone, José Valotta (violín) y Francisco Pracánico (piano). Pero de inmediato, llega al Café Domínguez (famoso café en la Avenida Corrientes al 1500 frente del entonces Teatro Nuevo inmortalizado en los versos de Enrique Cadícamo) para la que fue quizás, la etapa de mayor relevancia en su carrera, permanece en ese local hasta 1919 . A partir de esa fecha actúa en dicho café pero con Héctor Ángel Benedetti, además de un cuarteto integrado por Augusto Berto en piano, José Valota en violín y Graciano De Leone en bandoneón. En 1951 su música fue interpretada por Juan D’Arienzo.

## Música de tangos
- "La Maroma"
- "Las delicias"
- "El alba"
- "Cata"
- "Rioja"
- "Yapeyú"
- "Así que"
- "El caudillo"
- "El tano"
- "Romerito"
- "El Tango"[3]